# Affaire Éric Calers
Pour les articles homonymes, voir Calers.
L'affaire Éric Calers est une affaire criminelle française dans laquelle Éric Calers a été assassiné le 2 novembre 2001, abattu devant chez lui à Busnes. L'auteur de ce crime n'a pas été identifié.

## Biographie
Éric Calers, né le 4 décembre 1961 à Lillers, est un homme sérieux, discret, timide, introverti et n'a pas d'ennemi connu. Il a trois sœurs, c'est le benjamin de la fratrie. Les parents, exploitants agricoles depuis plusieurs générations, cultivent la betterave à Busnes dans le Pas-de-Calais. Sa sœur Françoise Calers est mariée avec Jean-Michel Leblanc, employé à l'agence Adecco, qui est délégué syndical. Ils ont trois enfants et habitent Busnes eux aussi. En avril 1989, Éric Calers épouse Cécile Cordonnier, une des huit enfants de la ferme voisine. En 1990, ils ont un fils, Rémi. Cécile Cordonnier est vendeuse dans une grande surface à Béthune. Éric Calers passe beaucoup de son temps libre à cultiver son jardin. Il est ouvrier ajusteur à l'usine de la Cristallerie d'Arques,. Il a d'excellentes relations avec ses collègues. Il n'a pas d'ami proche. Son collègue Bruno Havet, l'emmène chaque jour en voiture pour le trajet de chez lui à son travail. Éric Calers a mis en vente sa Renault 11, garée en évidence devant sa maison, rue de Lillers à Busnes,.

## Faits et enquête
Le vendredi 2 novembre 2001 à 21 h 30, Bruno Havet dépose Éric Calers devant chez lui, où celui-ci constate que les deux pneus de sa voiture, côté conducteur, le long de la rue, sont à plat. Il entre dans sa maison et dit à Cécile et Rémi qu'il ressort pour voir les pneus. Peu après, ne voyant pas Éric Calers revenir, Cécile sort le rejoindre et le trouve allongé sur le dos dans la rue, le long de sa voiture, agonisant. Les pompiers arrivent peu après et constatent la mort d'Éric Calers, il a un impact de balle dans le dos. Les deux pneus ont été crevés par deux balles chacun. Il y a quatre autres impacts sur la voiture. Aucune douille n'est trouvée sur place,. Personne n'a entendu de coup de feu. Un voisin qui promenait son chien affirme qu'à 21 h 23, il est passé à côté de la voiture d'Éric Calers, dont les pneus étaient intacts.
Le 7 novembre 2001, l'autopsie du corps d'Éric Calers est réalisée au centre hospitalier de Lens. Il n'a qu'une blessure, causée par une balle de .22 Long Rifle entrée à droite de la 7e vertèbre dorsale et a perforé l'artère aorte. Il est rapidement mort de l'hémorragie massive ainsi provoquée. La trajectoire va de bas en haut, il a donc été atteint quand il était accroupi devant les pneus. Les analyses toxicologiques mettent en évidence des traces de benzodiazépines dans le sang d'Éric Calers. Ses proches ne comprennent pas et ne trouvent pas de raison pour laquelle il consommait ces anxiolytiques. Les experts balistiques établissent qu'il y a eu six balles tirées. Il n'y a eu qu'une balle perdue qui est retrouvée dans la voiture. Deux balles ont été tirées sur chacun des deux pneus, et ont provoqué les autres impacts sur la voiture. Le tireur était vraisemblablement couché dans le fossé entre la route départementale et la rue. Ce guet-apens et la précision des tirs font penser à une exécution par un tireur professionnel. Mais l'arme du crime et la personnalité d'Éric Calers ne correspondent pas à ce scénario.
Les enquêteurs recherchent donc les carabines 22 Long Rifle. Aucune des carabines trouvées ne correspond aux balles. Les enquêteurs découvrent qu'un voisin des Calers, policier de la brigade des stupéfiants, se sentait menacé par des personnes du milieu toxicomane. Éric Calers ne ressemble pas du tout à ce policier, il est donc improbable qu'il ait été tué par erreur. Cécile déclare aux enquêteurs que peu de temps avant l'assassinat, elle a eu une courte aventure extraconjugale avec un collègue de travail, boucher à Bourecq. Cet homme est à l'opposé d'Éric Calers, machiste, très endetté, ayant fait l'objet de plusieurs plaintes pour violences conjugales. Il fournit un alibi. Quelques semaines avant d'être assassiné, Éric Calers souscrit une assurance-vie au bénéfice de son épouse et son fils, pour un montant pouvant aller jusqu'à un million d'euros. Le 15 septembre 2001, il n'éteint pas correctement la friteuse électrique ce qui provoque un incendie qui endommage une partie de la maison. Calers avait culpabilisé d'avoir mis en danger sa famille et semblait soucieux et inquiet. Éric Calers informe sa mère et sa sœur Brigitte au sujet de cette assurance-vie qu'il a souscrite. Cécile déclare avoir découvert l'existence de cette assurance-vie après l'assassinat. Elle a reçu en réalité 81 780 euros. 
Depuis un décret de 1998, une personne possédant une arme à feu doit la déclarer. Jean-Michel Leblanc (beau-frère d'Éric Calers) possède des armes à feu. Il aurait dû les déclarer au commissariat ou à la préfecture, mais il ne l'a pas fait avant l'assassinat d'Éric Calers. Étant en infraction, Jean-Michel Leblanc craint d'être sanctionné. Quand les enquêteurs l'interrogent, Jean-Michel Leblanc leur ment et déclare qu'il ne possède pas d'arme à feu. Sa femme Françoise Calers confirme ses déclarations. Mais un voisin affirme que Jean-Michel Leblanc a des armes. Les Leblanc sont mis en garde à vue et finissent par avouer qu'ils ont deux armes, dont une carabine 22 Long Rifle. Dans un sac poubelle, les enquêteurs trouvent également des morceaux d'une carabine 22 Long Rifle cassée. Les enquêteurs ne sont pas convaincus par l'alibi de Jean-Michel Leblanc. L'expert en balistique (« médecin légiste », rappelle Mario Califano, l'avocat de Jean-Michel Leblanc) établit que les balles ont été tirées par la carabine de Jean-Michel Leblanc. Le 17 février 2002, Jean-Michel Leblanc est mis en examen pour meurtre avec préméditation et mis en détention provisoire à la prison de Béthune,. Il clame son innocence et il n'y a pas de mobile. La défense de Jean-Michel Leblanc est assurée par les avocats Mario Califano,, Hubert Delarue et Martine Malinbaum. Ils obtiennent une deuxième expertise de la carabine. Le 22 juillet 2002, les conclusions de celle-ci sont opposées à celle de la première expertise,. Le juge d'instruction refuse les demandes de remise en liberté de Jean-Michel Leblanc. Ses proches font appel à l'association de Roland Agret pour le compte de laquelle le détective privé Roger-Marc Moreau reprend l'enquête. Le 17 décembre 2002, une troisième expertise confirme que la carabine n'est pas l'arme du crime.
Au sujet des morceaux de 22 Long Rifle trouvés dans le sac poubelle, Jean-Michel Leblanc explique qu'il l'a cassée pour la faire disparaître. Quelques années auparavant, il a aidé à déménager un gendarme, Régis Dumont,. Celui-ci avait oublié cette carabine dans le camion, Jean-Michel Leblanc ne la lui a pas rendue. Régis Dumont déclare qu'il n'avait pas réclamé cette carabine, car elle avait un défaut de culasse et ne permettait de tirer que des petites cartouches. Le 24 février 2004, Jean-Michel Leblanc est libéré sous contrôle judiciaire,, interdit de séjour dans le Pas-de-Calais, assigné à résidence chez sa sœur Elizabeth en Rhône-Alpes.
Le 13 août 2013, un non-lieu est prononcé à l'encontre de Jean-Michel Leblanc. Xavier Brunet, avocat de Cécile Calers, fait appel de cette décision. En mai 2014, le procès en appel à la cour d'assises de Douai est ajourné pour complément d'information, une expertise balistique devant être réalisée sur une carabine 22 Long Rifle d'une famille ayant quitté Busnes après l'assassinat. Le 7 juillet 2017, la chambre d'instruction de la cour d'appel d'Amiens prononce un non-lieu et en novembre 2018, la Cour de cassation confirme l'ordonnance de non-lieu.

## Documentaires télévisés
: document utilisé comme source pour la rédaction de cet article.
- « Affaire Leblanc : assassin ou innocent ? » le 3 février et 10 août 2008 dans Secrets d'actualité sur M6, rediffusé le 8 avril 2009 et 22 novembre 2010 dans Enquêtes criminelles : le magazine des faits divers sur W9.
- « Affaire Eric Calers » le 23 février 2014 dans Non élucidé sur France 2.
- « Mystérieuse exécution » (troisième reportage) dans « Spéciale Meurtres mystérieux » le 5, 12 et 20 janvier 2015 dans Crimes sur NRJ 12.

## Émission radiophonique
- « Qui a tué Éric Calers ? » le 9 mars 2017, « L'affaire Éric Calers : la fin d'un feuilleton judiciaire » le 22 janvier 2019 et « L'affaire Éric Calers » le 15 mai 2019 dans L'Heure du crime de Jacques Pradel sur RTL.